# Tanakh
Tanakh je naziv za židovsku Bibliju. Dijeli se na tri dijela: Zakon (heb: Tora), Proroci (heb: Nevi'im) i Spisi (heb: Ketuvim). Dijelom se podudara s kršćanskim Starim zavjetom. Njegovo ime nastalo je spajanjem početnih slova njegovih triju dijelova t-n-k.
Tanakh se sastoji od 24 knjige, dok se Stari zavjet sastoji od 39 knjiga. Tekst koji se nalazi u tim knjigama je isti, međutim neke knjige su iz Tanakha razdijeljene na više knjiga u Starome zavjetu.
Dodatno se kršćanski Stari zavjet ne dijeli na tri djela, kao što to čini Tanakh, već na četiri dijela, a to su: Petoknjižje, Povijesne knjige, Mudrosne knjige i Proročke knjige.
Katolička Crkva uz 39 (protokanonskih) knjiga priznaje i 7 dodatnih (deuterokanonskih) knjiga tako da se Stari zavjet kod katolika sastoji od 46 knjiga.

## Razlika u raspodjeli knjiga između Tanakha i Staroga zavjeta
Tora se sastoji od sljedećih knjiga: Postanak, Izlazak, Levitski zakonik, Brojevi, Ponovljeni zakon te je istovjetna starozavjetnom Petoknjižju.

Proroci se sastoje od sljedećih knjiga: Jošua, Suci, Knjiga o Samuelu, Knjiga o Kraljevima, Izaija, Jeremija, Ezekiel i Knjiga dvanaestorice proroka. 
U Starome zavjetu je:
- Knjiga o Samuelu razdijeljena na Prvu knjigu o Samuelu i Drugu knjigu o Samuelu
- Knjiga o Kraljevima razdijeljena na Prvu knjigu o Kraljevima i Drugu knjigu o Kraljevima
- Knjiga dvanaestorice proroka razdijeljena na dvanaest knjiga tako da svaki od dvanaestorice manjih proroka ima svoju zasebnu knjigu, a to su: Hošea, Joel, Amos, Obadija, Jona, Mihej, Nahum, Habakuk, Sefanija, Hagaj, Zaharija, Malahija

Spisi se sastoje od sljedećih knjiga: Psalmi, Mudre izreke, Job, Pjesma nad pjesmama, Knjiga o Ruti, Tužaljke, Propovjednik, Estera, Daniel, Ezra i Knjiga ljetopisa.
U Starome zavjetu je:
- knjiga Ezra razdijeljena na knjige Ezra (Prva knjiga o Ezri) i Nehemija (Druga knjiga o Ezri)
- Knjiga ljetopisa razdijeljena na Prva knjiga ljetopisa i Druga knjiga ljetopisa

Katolička Crkva dodatno od deuterokanonskih knjiga priznaje knjige: Tobija, Judita,  Prva knjiga o Makabejcima, Druga knjiga o Makabejcima, Knjiga Mudrosti, Knjiga Sirahova, Baruh te dodatke knjizi Daniel i Estera.

Pravoslavna Crkva priznaje sve ono što priznaje i Katolička Crkva te uz to još i:
- Prvu Esdras (Treću knjigu o Ezri), Drugu Esdras (Četvrtu knjigu o Ezri), Treću knjigu u Makabejcima te dodatak Drugoj knjizi ljetopisa poznat kao "Manašeova molitva" i Psalm 151.

- Kao dodatak Starome zavjetu postoji i Četvrta knjiga o Makabejcima.

Etiopska pravoslavna Crkva priznaje sve što priznaje i Pravoslavna Crkva uz slijedeće iznimke:
- knjiga Propovjednik je razdijeljena na dvije knjige
- umjesto tri knjige o Makabejcima priznaju se tri etiopske knjige o Makabejcima
- dodatno se priznaju Knjigu Jubileja, Knjigu proroka Henoka, Četvrtu knjigu o Baruhu i Knjigu Josipovu